# 돈 호
돈 호(Don Ho, 1930년 8월 13일 ~ 2007년 4월 14일)는 미국의 가수, 배우, 텔레비전 배우, 작곡가 겸 작사가이다.
호놀룰루에서 태어났으며 와이키키에서 사망하였다. 사인은 심부전이다.

## 영화
- 스테이트 오브 알로하 (2009년)
- 조의 아파트 (1996년) - 엘버토 비안코 역